# سو ورتیو
سو ورتیو (به انگلیسی: Sue Vertue) تهیه‌کننده تلویزیونی اهل بریتانیا است. او تهیه‌کنندگی سریال‌های کمدی زیادی از جمله آقای بین را بر عهده داشته‌است.